# Romvári József
Romvári József Kornél (Rátz) (Pécs, 1926. szeptember 11. – Budapest, 2011. július 25.) Balázs Béla-díjas magyar díszlettervező, egyetemi tanár.

## Életpályája
Szülei: Romvári György és Büche Mária voltak. 1950-1955 között az Iparművészeti Főiskola díszlettervező szakán tanult. 1955-1987 között a Mafilm díszlettervezőjeként tevékenykedett. 1958-tól önálló dolgozó. 1978-1987 között a szcenikai osztály vezetője volt. 1980-tól a Színház- és Filmművészeti Főiskola szcenika tanára volt. 1987-ben nyugdíjba vonult.

## Magánélete
1950-ben házasságot kötött Glück Klárával. 
Két fiuk született: Romvári János (1953), aki képzőművész lett, és Romvári György (1961), aki operatőrként végzett, és később webdesigner lett.

## Filmjei

### Díszlettervezőként
- Tegnap (1958)
- Akiket a pacsirta elkísér (1959)
- Bogáncs (1959)
- Szombattól hétfőig (1959)
- A Noszty fiú esete Tóth Marival (1960)
- Kálvária (1960)
- Légy jó mindhalálig (1960)
- Vörös tinta (1960)
- Alba Regia (1961)
- Puskák és galambok (1961)
- Felmegyek a miniszterhez (1962)
- Napfény a jégen (1962)
- A szélhámosnő (1963)
- Bálvány (1963)
- Egyiptomi történet (1963)
- Hogy állunk, fiatalember? (1963)
- Párbeszéd (1963) (művészeti vezető is)
- Igen (1964)
- Karambol (1964)
- Sodrásban (1964)
- Vízivárosi nyár (1964)
- Húsz óra (1965)
- Nem (1965)
- Szerelmes biciklisták (1965)
- Aranysárkány (1966)
- Fügefalevél (1966)
- Minden kezdet nehéz (1966)
- Utószezon (1966)
- Egy szerelem három éjszakája (1967)
- Fiúk a térről (1967)
- Tízezer nap (1967)
- Ünnepnapok (1967)
- A beszélő köntös (1968)
- Bors (1968)
- Falak (1968)
- Lássátok feleim (1968)
- A Pál utcai fiúk (1969)
- A varázsló (1969)
- Az alvilág professzora (1969)
- Az örökös (1969)
- Hazai pálya (1969)
- Isten hozta őrnagy úr (1969)
- Krebsz, az isten (1969)
- A gyilkos a házban van (1970)
- Érik a fény (1970)
- Hatholdas rózsakert (1970)
- Magasiskola (1970)
- Utazás a koponyám körül (1970)
- A halhatatlan légiós, akit csak péhovárdnak hívtak (1971)
- A sípoló macskakő (1971)
- Hahó, Öcsi! (1971)
- Reménykedők (1971)
- Szerelem (1971)
- A legszebb férfikor (1972)
- Holt vidék (1972)
- Makra (1972)
- Volt egyszer egy család (1972)
- Az idő ablakai (1973)
- Kakuk Marci (1973)
- Nincs idő (1973)
- Régi idők focija (1973)
- Tűzoltó utca 25. (1973)
- A Pendragon legenda (1974)
- Bástyasétány ’74 (1974)
- Hószakadás (1974)
- Idegen arcok (1974)
- Jelbeszéd (1974)
- Macskajáték (1974)
- Ősbemutató (1974)
- Az öreg (1975)
- Bekötött szemmel (1975)
- Legenda a nyúlpaprikásról (1975)
- Azonosítás (1976)
- Budapesti mesék (1976)
- Kísértet Lublón (1976)
- Apám néhány boldog éve (1977)
- Kihajolni veszélyes! (1977)
- Veri az ördög a feleségét (1977)
- A kétfenekű dob (1978)
- Dóra jelenti (1978)
- Drága kisfiam (1978)
- K. O. (1978)
- A trombitás (1979)
- Áramütés (1979)
- Csillag a máglyán (1979)
- Nem élhetek muzsikaszó nélkül (1979)
- Októberi vasárnap (1979)
- Bizalom (1980) (művészeti vezető is)
- Boldog születésnapot, Marilyn! (1980)
- Élve vagy halva (1980)
- Örökség (1980)
- Köszönöm, megvagyunk (1981)
- Mephisto (1981)
- A tenger (1982)
- Vőlegény (1982)
- Elveszett illúziók (1983)
- Vérszerződés (1983)
- Redl ezredes (1985)
- A nagymama (1986)
- Csók, Anyu (1986)
- Laura (1986)
- Hol volt, hol nem volt (1987)
- Szamárköhögés (1987)
- Hanussen (1988)
- A hecc (1989)
- Túsztörténet (1989)
- Eszterkönyv (1990)
- Magyar rekviem (1991)
- Könyörtelen idők (1992)
- Jó éjt, királyfi (1993)
- Útlevél a halálba (1993)
- Vigyázók (1993)
- A Brooklyni testvér (1994)
- Esti Kornél csodálatos utazása (1994) (művészeti vezető is)
- Köd (1994)
- Sztracsatella (1995)
- X polgártárs (1995)
- A miniszter félrelép (1997)
- Az én kis nővérem (1997)
- Witman fiúk (1997)
- Jadviga párnája (2000)
- Rózsadomb (2004)

| - Kopjások (1975) - Ballagó idő (1976) - Ki látott engem? (1977) - Vámmentes házasság (1980) - Házasság szabadnappal (1984) - Hosszú vágta (1984) - A Notre Dame-i toronyőr (1997) | - Pázmán lovag (1956) - Az eltüsszentett birodalom (1956) - Az élet hídja (1956) - Gábor diák (1956) - Liliomfi (1956) - A tettes ismeretlen (1958) - Ház a sziklák alatt (1959) - Isten veletek, barátaim (1987) - Evita (1996) - Raszputyin (1996) |

## Díjai
- Balázs Béla-díj (1971)
- Érdemes művész (1982)
- a filmszemle díja (1985)
- ACE-díj (1989)
- Emmy-díj (1991)
- a filmszemle életműdíja (1995)
- Kiváló művész (2003)